# Гуе
Гуе́ (кит. упр. 古冶, пиньинь Gǔyě, буквально: «старая литейная») — район городского подчинения городского округа Таншань провинции Хэбэй (КНР).

## История
При империи Мин в этих местах стали селиться переселенцы из провинции Шаньдун. Разработка Кайпинских угольных копей во второй половине XIX века привела к бурному росту деревушки, и в первой половине XX века Таншань стал довольно крупным городом. В 1950 году районы № 7, № 8, № 9 и № 110 были объединены в район № 7. В 1955 году он был переименован в Восточный горнодобывающий район (东矿区), а в 1995 году — в район Гуе.

## Административное деление
Район Гуе делится на 5 уличных комитетов, 2 посёлка и 3 волости.